# Charta von Riga
Die Charta von Riga ist ein international anerkanntes Regelwerk für die Erhaltung und Restaurierung historischer Objekte.

## Geschichte
Die Charta wurde am 23. und 24. Oktober 2000 auf der Regionalkonferenz der ICCROM in Riga zu Authentizität und historischer Rekonstruktion in Zusammenhang mit kulturellem Erbe verabschiedet. Dem folgend nahm der Europäische Verband der Museums- und Touristenbahnen (FEDECRAIL) die Charta von Riga bei seiner Jahresversammlung in Anse am 16. April 2005 als Richtlinie an.
Die Charta wird seither häufig als Richtlinie für die Restaurierung historischer Objekte im Eisenbahnwesen, besonders bei Schienenfahrzeugen, herangezogen.

## Inhalt
Wesentlicher Inhalt der Charta ist das Prinzip, Originalsubstanz weitestmöglich zu erhalten. Moderne, in Einzelfällen nachzurüstende Technik, muss deutlich erkennbar von der Originalsubstanz unterscheidbar sein.